# Câmpia Prutului de Mijloc

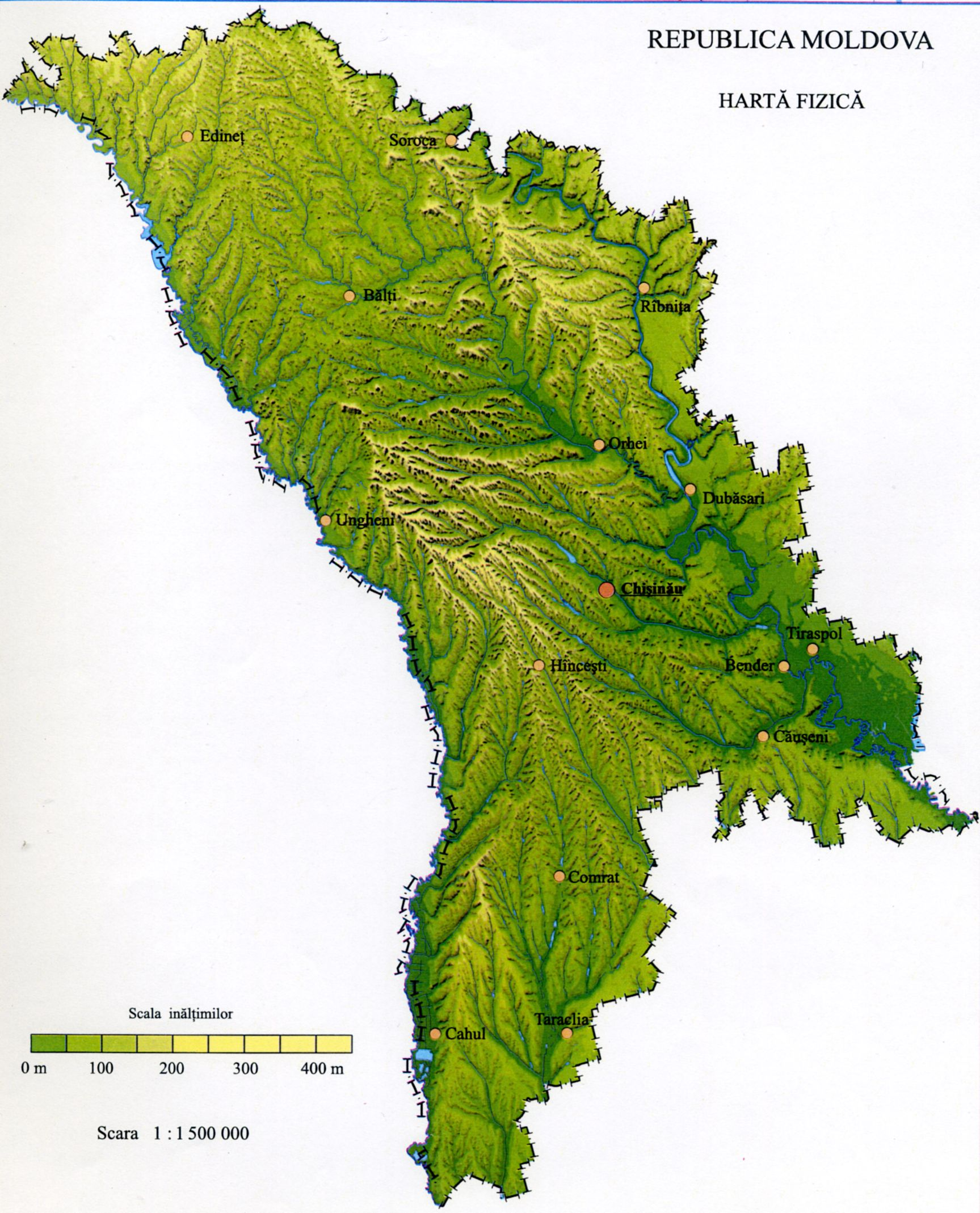
Harta fizică a Republicii Moldova

Câmpia Prutului de Mijloc este o formă de relief din Republica Moldova. În nord-est se învecinează cu Câmpia Bălțului, la est - cu Podișul Ciuluc-Soloneț, la sud - Podișul Moldovei Centrale și la veste cu râul Prut, frontiera de stat cu România. Câmpia se caracterizează printr-un relief deluros puternic dezmembrat de văile râurilor și de vâlcele. Profilul geologic este radat de rocie sarmațiene. Solurile sunt cenușii de pădure, succedându-se cu cernoziomurile. Aici de află Rezervația științifică Pădurea Domnească.